# Picard Surgelés
Pour les articles homonymes, voir Picard (homonymie).
Pour les articles ayant des titres homophones, voir Piccard, Picart et Pycard.
Picard Surgelés est une entreprise française spécialisée dans le commerce de détail de produits alimentaires surgelés sous marque de distributeur. Elle est le leader français dans ce secteur, contrôlant près de 20 % du marché en 2021.
Le 30 septembre 2024, le Family Office Zouari détenu par Moez-Alexandre Zouari et Soraya Zouari a pris le contrôle de Picard Surgelés.
Auparavant l'entreprise appartenait à 51 % au fonds britannique Lion Capital, à 44,5 % au groupe de Moez-Alexandre Zouari, et le reste au groupe suisse d'industrie agroalimentaire Aryzta.

## Histoire
Fils d'un charcutier, les deux frères bellifontains, René et Gaston Bajante (nés respectivement en 1880 et 1882) fondent en 1906 à Fontainebleau « Les Glacières de Fontainebleau », une fabrique de pains de glace qu'ils importent des Alpes par les chemins de fer. Ces pains de glace permettaient de maintenir au frais les aliments dans des glacières avant l'invention et la démocratisation du réfrigérateur et du congélateur. En 1920, l'entreprise est rachetée par M. Picard, dont le fils Raymond prend la direction en 1962. L’entreprise change alors de nom pour s’appeler « les Établissements Picard » et, s'inspirant des organisations nordiques et anglo-saxonnes, commercialise au détail des produits surgelés.

Ancien logotype de Picard Surgelés.

En 1973, Armand Decelle rachète l'entreprise, développe la vente par correspondance (avec un catalogue publié mensuellement) et ouvre, en 1974, le premier magasin spécialisé dans la vente de produits surgelés en France, rue de Rome à Paris. En 1970, la société déménage à Nemours et ouvre un entrepôt ultramoderne, un atelier de conditionnement et met en place un « laboratoire qualité ». En 1980, l'entreprise dépasse le cap de 20 magasins. En 1987 a lieu l'ouverture du 100e magasin, suivi des premières implantations dans le reste de la France.
En 1994, alors que l'entreprise Picard a ouvert 300 magasins, elle est rachetée à 79 % par le groupe Carrefour. En 1999, l'entreprise s'implante pour la première fois à l'étranger, en Italie. En 2001, le groupe Carrefour revend sa participation à un groupe d'investisseurs mené par le fonds anglais Candover (en) et associé à la famille Decelle ainsi qu'au management, utilisant le mécanisme du LBO.
De 2001 à 2004 : ouverture du 500e magasin en 2002. BC Partners rachète l'entreprise en 2004 (second LBO).
En 2008, le PDG et fils du racheteur de Picard en 1973, Xavier Decelle, est évincé par l'actionnaire principal, BC Partners.Pour la première fois depuis 1973, la société n'est plus dirigée par un membre de la famille Decelle.[réf. nécessaire] L'actionnaire principal a rappelé l'ancien directeur général de la société, qui avait été licencié en juillet 2007, pour assurer une direction « d'intérim » dans l'attente du recrutement d'un nouveau président-directeur général. En 2009, Philippe Pauze, ex-salarié du groupe Carrefour, est nommé président directeur général par BC Partners.
Le 26 juillet 2010, le fonds britannique Lion Capital et BC Partners annoncent être en négociation pour la cession de Picard. Le montant de la transaction serait évalué à au moins 1,5 milliard d'euros. La transaction, encore par LBO, est conclue quelques mois plus tard.

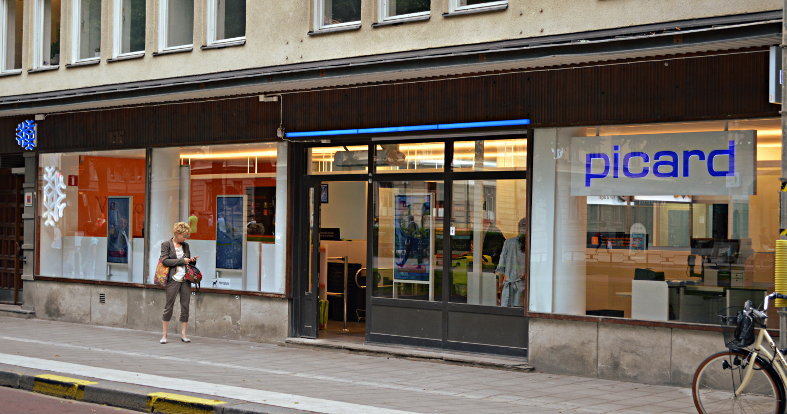
Magasin Picard à Stockholm, en Suède, en juin 2013.

En 2015, Picard Surgelés s'endette à hauteur de 790 millions d'euros, augmentant son endettement de 88%, et affecte 602 millions au paiement d'un dividende à son actionnaire Lion Capital. En mars 2015, Aryzta, une entreprise suisse de boulangerie surgelée, lance une offre d'achat en deux temps pour Picard pour un montant approximatif de 910 millions d'euros, en plus de la reprise des importantes dettes, soit un total de 2,25 milliards d’euros. Finalement, Aryzta acquiert 49 % des actions de Picard Surgelés.
En 2016, Picard s'associe avec Æon Group au Japon, où ses pâtisseries rencontrent un franc succès commercial. Il s'agit alors de la huitième marque la plus populaire à Tokyo.
En mars 2017, la mise en vente de la participation d'Aryzta est évoquée pour la première fois. Les difficultés de trésorerie de l'actionnaire, un besoin de 800 millions d'euros sont confirmées mi 2018.
Début octobre 2019, Moez-Alexandre Zouari a pu acquérir d'Aryzta une participation de 43 % au capital de Picard Surgelés. En effet, Aryzta souhaitait vendre de toute urgence sa participation,.
En 2020, le groupe bénéficie des mesures de confinement prises en France en raison de la pandémie de COVID-19, qui dope ses ventes de surgelés de 15%, les Français souhaitant stocker des aliments pour plusieurs mois. Sous la direction de Cathy Collart Geiger, Picard Surgelés poursuit son déploiement dans le bio et les produits sans pesticides, et met en avant les surgelés comme manière de lutter contre le gaspillage alimentaire.
En novembre 2021, Picard marque un nouveau tournant dans sa stratégie en lançant la livraison en 15 minutes avec Deliveroo. Ce nouveau dispositif sera mis en place dans une centaine de villes en France et, selon la direction, 80% des livraisons pourront être effectuées en moins de 8 minutes.
Le 6 juillet 2023 est annoncé le départ de Cathy Collart Geiger, remplacée provisoirement à la direction générale par le directeur financier  Guillaume Degauque, tandis que Moez-Alexandre Zouari prend la présidence du conseil de surveillance en remplacement de Denis Hennequin. Ce départ intervient dans un contexte de stabilité du chiffre d'affaires en période de forte inflation.
Le 30 septembre 2024, le Family Office Zouari détenu par Moez-Alexandre Zouari et Soraya Zouari a pris le contrôle de Picard Surgelés.

## Evolution du nombre de magasins
| Année        | Nombre de magasins |
| ------------ | ------------------ |
| 1974         | 1                  |
| 1980         | 20 magasins        |
| 1987         | 100e magasin       |
| 1994         | 300 magasins       |
| juillet 2025 | 1182 magasins      |

## Activités
À la fin octobre 2018, elle a 997 magasins et entrepôts en France et commercialise une gamme de 1 200 produits sous sa marque de distributeur Picard fabriqués par près de 200 entreprises de l'industrie agroalimentaire. Elle assure un service de vente à distance avec prise de commande par téléphone ou par Internet via son cybermarché Picard.fr. Des magasins existent également en Italie, en Belgique, en Suède, en Norvège au Japon et sur l'île de la Réunion et la vente à distance est possible en Espagne. En Suisse, l'enseigne a ouvert un premier magasin en 2015 et prévoyait d'en ouvrir une vingtaine d'autres. Mais, en 2020, Picard ferme ses six magasins suisse sans en préciser la raison. Le supermarché néerlandais Albert Heijn a commencé la vente des produits de Picard en 2018.
|                                        | 2015   | 2016   | 2017    | 2018    | 2019    | 2020    | 2021    |
| -------------------------------------- | ------ | ------ | ------- | ------- | ------- | ------- | ------- |
| Chiffre d'affaires en millions d'euros | 1 322  | 1 357  | 1 385   | 1 436   | 1 414   | 1 502   | 1 770   |
| Résultat net en millions d'euros       | + 95,5 | + 98,8 | + 111,0 | + 101,7 | + 102,9 | + 105,4 | + 152,6 |
| Effectif moyen annuel                  | 4 617  | 4 706  | 4 951   | nc      | 5 878   | 5 713   | 5 055   |

## Développement en franchise
Après avoir développé 926 magasins en interne, Picard, par la voix de son président directeur général Philippe Pauze, annonce le développement de franchises en France métropolitaine en 2015[source insuffisante].

## Controverses

### 2013: Affaire Spanghero

Logotype de Spanghero avant sa liquidation judiciaire en 2013.

Début 2013, la société Picard Surgelés retire de la vente deux plats préparés (lasagnes et chili con carne sous marque de distributeur Picard) fabriqués pour elle par la société Comigel lors de la fraude à la viande de cheval,. Picard Surgelés précise que le transformateur Spanghero ne fait pas partie des fournisseurs enregistrés dans son cahier des charges avec Comigel, une information confirmée par ce dernier.
Cette affaire conduit à une chute de 40 % de ses ventes de plats préparés surgelés à base de viande même si, depuis lors, celles-ci ont retrouvé leur niveau d'avant la crise.

### Bilan social
En 2007, à la suite du dernier LBO, Picard Surgelés connaît des tensions internes. Certains syndicats de salariés reprochent à leur direction d'exiger d'eux de continuels efforts de gains de productivité alors qu'elle a encaissé des millions d'euros lors de cette opération.[pas clair]